# Водица (община Колония)
Вижте пояснителната страница за други значения на Водица.
Водица (на албански: Vodica или Vodicë) е село в Албания в община Колония, област Корча.

## География
Селото е разположено северно от град Ерсека, в югозападните склонове на планината Грамос.

## История
На Етнографската карта на Битолския вилает на Картографския институт в София от 1901 година Водица е чисто българско село в Корчанския санджак, каза Колония с 40 къщи.
На 6 юли 1943 година германски войски убиват 107 души от селото и го изгарят напълно, заради подкрепата на жителите на албанските партизани.
До 2015 година селото е част от община Молас.

## Личности
Родени във Водица
- Паисий (1881 – 1966), албански духовник, предстоятел на Албанската православна църква.